# Carlos Kaiser
Carlos Henrique Raposo, známější jako Carlos Kaiser (* 2. července 1963 Rio Pardo), je bývalý brazilský údajný fotbalový útočník. Ve skutečnosti se jedná o patrně největšího fotbalového podvodníka. Během více než dvacetileté kariéry se mu podařilo napálit funkcionáře předních brazilských klubů, ale také několika klubů ze zahraničí.
Podle jeho vlastních slov ho lákal život profesionálních fotbalistů, kteří mají peníze, slávu a obdiv žen, postrádal však k této hře patřičné vlohy. Přesto se mu podařilo získat angažmá v ligových klubech jako Botafogo de Futebol e Regatas, Clube de Regatas do Flamengo, Bangu AC nebo CA Independiente, aniž by odehrál jediný soutěžní zápas. Pokaždé předložil falešné reference z jiných klubů a požádal o individuální tréninkový plán. Pak se začal vymlouvat na různé zdravotní problémy, které mu znemožňují nastoupit. Podplácel jiné hráče, aby ho faulovali, načež teatrálně odkulhal ze hřiště, nebo se nechával pod různými záminkami rychle vyloučit. Když už byla situace neúnosná, dohodl se s klubem na odchodu.
Kaiserovým podvodům nahrávalo to, že byl pro svoji družnou povahu mezi spoluhráči oblíbený, udržoval dobrou náladu v kabině a účastnil se pozápasových večírků. Dobře vycházel i s novináři, kteří ochotně šířili jeho pověst mimořádného hráčského talentu pronásledovaného smůlou.
Přezdívku Kaiser si dal podle Franze Beckenbauera.
V roce 2018 o něm Louis Myles natočil celovečerní dokumentární film Kaiser: The Greatest Footballer Never to Play Football.